# 湯浅宗重
湯浅 宗重（ゆあさ むねしげ、生没年不詳）は、平安時代末期から鎌倉時代初期の武将。藤原北家流藤原宗永の子とされる（諸説あり）。紀伊国湯浅城（現・和歌山県有田郡湯浅町青木）主。

## 生涯
康治2年（1143年）、所領である紀伊国在田郡湯浅荘に湯浅城を築いて、今まで居城であった広保山城から移る。
平治元年（1159年）、熊野詣で紀伊国に来ていた平清盛に平治の乱の一報を伝え（『愚管抄』）、その後清盛と共に上洛を果たして有力武将の一人となる。
清盛の死後、平重盛の子忠房を擁して湯浅城に立て籠もるが源頼朝に降伏し、文治2年（1186年）に所領を安堵される。以後、順調に所領を増やして紀の川流域まで勢力を広げ、後に湯浅党と呼ばれた。

## 系譜
- 父:藤原宗永
- 母:名前不詳
- 室:名前不詳
  - 子:湯浅宗景
  - 子:得田盛高
  - 子:糸我宗方
  - 子:上覚（四男）
  - 子:保田宗光（七男、養子の湯浅宗光と同一人物か?）- 湯浅宗親は宗光の孫（宗重の曾孫）にあたる。
  - 養子:湯浅宗光（千葉氏一門）
  - 娘:名前不詳（藤並親の室）
  - 娘:名前不詳（平重国の室、明恵の母）